# Frode Sørensen
Frode Sørensen, né le 21 janvier 1946 à Toftlund (Danemark), est un homme politique danois, ancien ministre du Sociaux-démocrates et député de ce même parti au Parlement (le Folketing) entre le 11 mars 1998 et le 13 novembre 2007
.